# Bent Rold Andersen
Bent Rold Andersen (født 1. juni 1929 i København, død 7. oktober 2015) var en dansk politiker og tidligere minister. Han var fra 1956 til 1999 medlem af Socialdemokraterne, fra 25. marts 2007 til 2009 medlem af Det Radikale Venstre) og siden juni 2012 medlem af Enhedslisten.
Han var søn af kemograf Erland Andersen og Karen Andersen (født Olsen).
Bent Rold Andersen blev student fra Frederiksberg Gymnasium i 1948 og cand.polit. i 1955. Fra 1972 til 1975 var han professor i socialpolitik og arbejdsmarkedspolitik ved RUC. Udnævnt til æresdoktor ved Kwansei-Gakuin Universitetet i Osaka i 1998.
Han var formand for Det Økonomiske Råd 1976-78 og socialminister i Regeringen Anker Jørgensen V fra 27. april 1982 til 10. september 1982.